# 선산 류씨
선산 류씨(善山柳氏)는 경상북도 구미시 선산읍을 본관으로 하는 한국의 성씨이다.

## 역사
각 문헌마다 다른 내용을 전하고 있어 자세히 알 수는 없다.
- 시조(始祖) 류지비(柳之庇)는 류순(柳淳)의 아들로 선산군(善山君)에 봉해져 선산(善山)을 관향으로 삼아 세계를 이어왔다고 한다.
- 시조(始祖) 류원비(柳元庇)는 고려시대 사람이라고 한다.
- 문화 류씨 시조 류차달(柳車達)의 10세손 류해를 시조로 보기도 한다.

조선시대 문과 급제자로 류성춘(柳成春), 유희춘(柳希春), 류성년(柳星年) 3명을 배출하였다.

## 인물
- 류성춘(柳成春, 1495년 ~ 1522년) :  전라도 해남 출신. 1513년 사마양시에 합격하고, 이듬해 별시문과에 병과로 급제하여 사가독서(賜暇讀書)하고, 춘추관의 기사관을 거쳐 이조정랑에 이르렀다. 1519년 기묘사화에 연좌되어 파직되었다. 윤구(尹衢)·최산두(崔山斗)와 함께 호남의 삼걸이라 불렸다.

- 유희춘(柳希春, 1513년 ~ 1577년) : 류성춘의 동생. 전라도 해남 출신. 1538년 별시 문과에 병과로 급제하였고, 1544년(중종 39) 사가독서(賜暇讀書)한 뒤 수찬·정언 등을 역임하였다. 1546년(명종 1) 을사사화 때 윤임(尹任) 일파 제거에 호응하지 않았다. 1547년 양재역(良才驛)의 벽서사건에 연루되어 제주도에 유배되었다가 곧 함경도 종성에 안치되었다. 1567년 선조가 즉위하자 삼정승의 상소로 석방되었다. 직강·응교·교리 등을 거쳐 지제교(知製敎)를 겸임했으며, 이어 장령·집의·사인·전한·대사성·부제학·전라도관찰사 등을 지냈다. 1575년(선조 8) 예조·공조의 참판을 거쳐 이조참판에 이르렀다. 호남 지방의 학풍 조성에 기여하였다. 시호는 문절(文節)이다. 전라남도 담양군의 의암서원(義巖書院)에 제향되었다.

- 류성년(柳星年, 1648년 ~ ?) : 1673년(현종(顯宗) 14년) 문과에 급제하고 현감(縣監)을 지냈다.

- 류경기(柳炅基, 1961년 ~ ) : 서울 중랑구청장
- 유근기(柳根起, 1962년 ~ ) : 제45대 전라남도 곡성군수

## 집성촌
- 전라남도 해남군
- 전라남도 담양군
- 전라남도 곡성군

## 문화재
- 곡성 연운당 고문서
- 유희춘 미암일기 및 미암집목판